# 혈선
혈선(Sidney Sheldon's Bloodline)은 독일(구 서독)에서 제작된 테렌스 영 감독의 1979년 미스터리 영화이다. 오드리 헵번 등이 주연으로 출연하였고 시드니 베커먼 등이 제작에 참여하였다.

## 출연

### 주연
- 오드리 헵번
- 벤 가자라

### 조연
- 제임스 메이슨
- 클로디아 모리
- 이렌느 파파스
- 미쉘 필립스

## 제작진
- 원작자: 시드니 셀던
- 협력프로듀서: 리차드 맥울터
- 미술: 테드 하워스
- 의상: 엔리코 사바티니